# 滇西青冈
滇西青冈（学名：Quercus lobbii）为壳斗科栎属下的一个种。